# Franca Raimondi
Franca Raimondi, née le 8 juillet 1932 à Monopoli (province de Bari, région des Pouilles) et morte dans la même ville le 28 août 1988, est une chanteuse italienne.

## Biographie
En 1956 Franca Raimondi remporte le Festival della canzone italiana (Festival de Sanremo en français). La même année elle représenta l'Italie lors du premier Concours Eurovision de la chanson 1956 avec la chanson Aprite le finestre, lors du concours seule la chanson gagnante fut annoncée, nous ne savons donc pas à quelle place la chanson se plaça.